# Dracaena poggei
Dracaena poggei är en sparrisväxtart som beskrevs av Adolf Engler. Dracaena poggei ingår i släktet dracenor, och familjen sparrisväxter. Inga underarter finns listade i Catalogue of Life.